# Міссурі (штат)
Міссурі (англ. Missouri МФА: [məˈzuri]) — штат у центральній частині США; площа 180,5 тис. км², 5,2 млн мешканців.
Адміністративний центр Джефферсон-Сіті, головні міста: Сент-Луїс, Канзас-Сіті, Індепенденс.
Важливий землеробський район Великих рівнин (кукурудза, соя, пшениця; тваринництво); видобуток руд цинку, олова; авіаційна, харчова, чинбарська промисловість.
Особливості: річки Міссісіпі, Міссурі, музей Поні Експрес в Сент-Джозефі, батьківщина Джессі Джеймса, державні парки Марка Твена й Озарі.
Бібліотека Гаррі Трумена в Індепенденс;
Виробляється: м'ясо й інші продукти, аерокосмічне і транспортне устаткування, добувають свинець і цинк; населення 5117100 (1990).
Відомі люди — Джордж Вашингтон Карвер, Томас Еліот, Джессі Джеймс, Джозеф Пулітцер, Гаррі Трумен, Марк Твен;

## Мовний склад населення (2010)[Архівовано1 грудня 2007 уWayback Machine.]
| Мови                | Частка людей, старших 5 років, % |
| ------------------- | -------------------------------- |
| Англійська          | 94,12                            |
| Іспанська           | 2,65                             |
| Німецька            | 0,42                             |
| Французька          | 0,25                             |
| Китайська           | 0,24                             |
| В'єтнамська         | 0,22                             |
| Сербсько-хорватська | 0,18                             |
| Корейська           | 0,16                             |
| Російська           | 0,14                             |
| Арабська            | 0,12                             |
| інші                | 1,50                             |

## Історія
Дослідження території штату здійснив для Іспанії Ернандо де Сото в 1541 році. Територія перейшла до США за Луїзіанським продажем у 1803. Штат з 1821.